# Ascosphaera asterophora
Ascosphaera asterophora är en svampart som beskrevs av Skou 1982. Ascosphaera asterophora ingår i släktet Ascosphaera och familjen Ascosphaeraceae.   Inga underarter finns listade i Catalogue of Life.